# Amar (película)
Amar es una película mexicana estrenada comercialmente el 27 de febrero de 2009. Dirigida, escrita, editada y producida por Jorge Ramírez Suárez y protagonizada por Luis Ernesto Franco, Diana García, Tony Dalton, María Aura, Alejandra Barros y Adal Ramones.

## Reparto
- Katharine Towne como Diane.
- María Aura como Martha.
- Tony Dalton como Joel.
- Isela Vega como Concha.
- Alejandra Barros como Virginia.
- Pedro Damián como Amado.
- Itatí Cantoral como Lisa.
- Diana García como Susana.
- Alberto Reyes como Boludo.
- Bruno Bichir como Doctor.
- Luis Ernesto Franco como Carlos.
- Álvaro Guerrero como papa de Martha.
- Adal Ramones como Adrián.
- Xavier López "Chabelo" como Benito.
- Eduardo Manzano como Enrique.
- Claudia Lobo como Mama de Martha.
- Martín Altomaro como Gabriel.
- Rolando Garza como El Chino.
- Julia Urbini como Carla.
- Jesús Ochoa como el Mismo.
- Gabriela Murray como Patricia.
- Christiane Flores como Teibolera.
- Fabiola Cervantes como Olivia.
- Hugo Ivan Chavero como Fotógrafo.